# Dancing with Our Hands Tied
Dancing with Our Hands Tied (englisch für etwa „Tanzen mit gebundenen Händen“) ein Lied der US-amerikanischen Popsängerin Taylor Swift. Das Stück erschien am 10. November als elfter Track auf ihrem achten Studioalbum Reputation. Swift sang eine Akustikversion des Stücks bei den meisten Konzerten der Reputation Stadium Tour live.

## Entstehung und Mitwirkende
Die Aufnahmen für Dancing with Our Hands Tied fanden in den MXM Studios in Los Angeles und in Stockholm statt. Der Mix erfolgte in den Mixstar Studios in Virginia Beach und das Mastering in den Studios von Sterling Sound in New York.
Mitwirkende
- Songwriting – Taylor Swift, Max Martin, Shellback, Oscar Holter
- Produktion – Max Martin, Shellback, Oscar Holter
- Abmischung – John Hanes, Serban Ghenea
- Gesang – Taylor Swift
- Keyboard, Programmierung – Oscar Holter, Shellback, Max Martin
- Engineering – Sam Holland, Michael Ilbert
- Assistant Engineer – Cory Brice, Jeremy Lertola
- Mastering – Randy Merrill[2]

## Inhalt

### Text

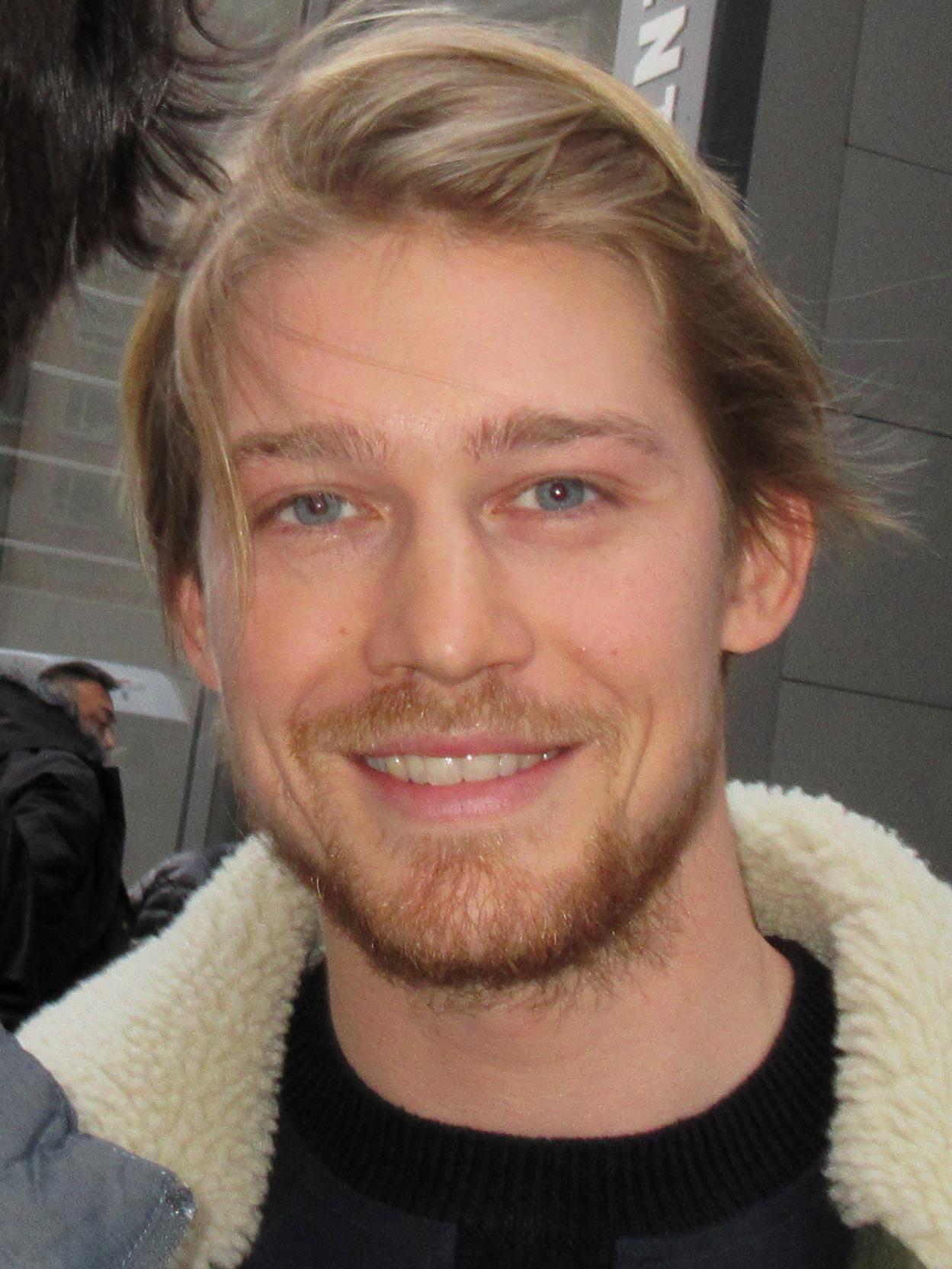
Joe Alwyn (2018)

Die Ich-Erzählerin verliebte sich auf den ersten Blick in einen 25-Jährigen und begann im Geheimen mit diesem eine Beziehung zu führen. Diese Person habe ihr Bett in eine heilige Oase verwandelt habe und sie trage Bilder seines Gesichts in einem unsichtbaren Medaillon. Das Paar versichert sich gegenseitig, dass – obwohl die Öffentlichkeit über die Beziehung reden wird – niemand ihre Liebe zerstören könne. Im Chorus singt Swift, dass sie mit ihrem Partner mit gebundenen Händen tanzt, als sei es das erste Mal, obwohl sie dabei ein schlechtes Gefühl hat (siehe Originalauszug).
Dancing with Our Hands Tied soll von Swifts Beziehung mit dem britischen Schauspieler Joe Alwyn inspiriert sein.
Dancing with Our Hands Tied gliedert sich in zwei je Strophen, einen Pre-Chorus und eine Bridge (alle je achtzeilig) und einen neunzeiligen Chorus. Der Song beginnt nach einem kurzen instrumentalen Intro mit der ersten Strophe, worauf der Pre-Chorus und der Chorus folgen. Diese Reihenfolge wird mit der zweiten Strophe wiederholt, wobei der Pre-Chorus auf nur vier Zeilen gekürzt wird. Dann folgt die Bridge und erneut der Refrain. Der Song endet dann mit einem zweizeiligen Outro.

„But we were dancing

Dancing with our hands tied, hands tied

Yeah we were dancing

Like it was the first time, first time

Yeah we were dancing

Dancing with our hands tied, hands tied

Yeah we were dancing

And I had a bad feeling

…But we were dancing“

### Musik
Das Genre von Dancing with Our Hands Tied ist Electronic Dance Music und Trap. Die Beats des Songs wurden stilistisch mit denen aus den 80ern (z. B. Take On Me) verglichen.

## Rezeption

### Kritiken
Der Rolling Stone listete Dancing with Our Hands Tied auf Platz 156 der besten Taylor Swift Songs (237 insgesamt, Platz 9 der Songs des Albums). Der Song habe mehr als Love Story die Handlung von Romeo und Julia: man verliebt sich im Geheimen in eine Person, die man eigentlich nicht lieben darf. In der Auflistung von BuzzFeed liegt der Song auf Platz 67 (167 insgesamt, Platz 8 der Songs des Albums). Die beste Textstelle sei laut beiden Bewertungen: “I’d kiss you as the lights went out / Swaying as the room burned down / I’d hold you as the water rushes in.” Bei vulture.com erreichte der Platz 173 (209 insgesamt, Platz 13 von Reputation). Das Album hänge in der Mitte ein bisschen, Dancing with Our Hands Tied, ein Song, den man getrost vergessen könne, sei das beste Beispiel dafür.

### Kommerzieller Erfolg
Stand 2021 hat Dancing with Our Hands Tied 90 Millionen Streams auf Spotify. Damit landet das Lied in der Wertung aller 15 Albumtracks nach Streams auf der Plattform auf Platz 10. Obwohl das Stück nie als Single ausgekoppelt worden war, erreichte es mit Platz 193 in Malaysia, Platz 191 in Australien, Platz 151 in den USA und Platz 89 in Irland niedrige Platzierungen in einigen täglichen Spotifycharts.